# جي ستريت
جي ستريت هي منظمة ليبرالية غير ربحية هدفها هو الدعوة وتعزيز القيادة الأميركية لإنهاء الصراع العربي الإسرائيلي والقضية الفلسطينية وذلك بطريقة سلمية ودبلوماسية.
تأسست جي ستريت في 29 تشرين الثاني/نوفمبر 2007.
وفقا لمنظمة جي ستريت، فإن هدفها الأول والأخير هو «إثبات أن هناك مغزى من الدعم السياسي والمالي لمرشحين المكتب الاتحادي من أعداد كبيرة من الأميركيين الذين يعتقدون أن اتجاه جديد في السياسة الأمريكية سوف يقدم مصالح الولايات المتحدة في الشرق الأوسط ويعزز السلام الحقيقي والأمن لإسرائيل والمنطقة».
جي ستريت تصف نفسها بأنها «منظمة سياسية موالية لاسرائيل وموالية لتحقيق السلام للأمريكيين الذين يريدون إسرائيل أن تكون آمنة وديمقراطية وكذلك أن يكون هناك وطن قومي للشعب اليهودي... كما أنها تشجع السياسات المشتركة والتي من شأنها النهوض بالمصالح الأمريكية والإسرائيلية وكذلك اليهودية ثم تعزيز القيم الديمقراطية، مما يؤدي إلى حل الدولتين وإنهاء الصراع الإسرائيلي-الفلسطيني».

## الرؤية السياسية
الهدف السياسي والمعلن لمنظمة جي ستريت هو توفير رؤية سياسية موالية لاسرائيل هذا بالإضافة إلى هدفها الأساسي والذي يتمثل بوضوح في أن «حل الدولتين ضمن الصراع الإسرائيلي-الفلسطيني ضروري من أجل بقاء إسرائيل على قيد الحياة باعتبارها الوطن القومي للشعب اليهودي، كما أن هذا سيزيد من الديمقراطية النابضة بالحياة».
تدعو جي ستريت إلى شيئين مهمين، أولا، فهي دائمة الدعوة العاجلة إلى القيادة الدبلوماسية الأمريكية من أجل النظر في تحقيق حل الدولتين وضمان أقاليم أوسع نطاقا للشعب اليهودي هذا بالإضافة إلى تحقيق سلام شامل يعم كل المناطق، وثانيا ضمان نقاش واسع النطاق على إسرائيل والشرق الأوسط في السياسة الوطنية ووضعية الجالية اليهودية الأمريكية. كما تجدر الإشارة إلى أنه في عام 2011 عارضت جي ستريت وبشدة الاعتراف بدولة فلسطين في الأمم المتحدة.، في المقابل، فهي تعترف وتدعم إسرائيل كوطن للشعب اليهودي، كما أنها دائمة الرغبة في تحقيق الأمن داخل الوطن اليهودي، فضلا عن حق الفلسطينيين في دولة ذات سيادة خاصة بهم. ووفقا للمدير التنفيذي جيريمي بن عامي فإن جي ستريت لا تؤيد أو تناهض أي فرد أو أي منظمة مؤيدة أو معارضة لإسرائيل على غرار لجنة الشؤون العامة الأمريكية الإسرائيلية (أيباك).

## هيكل

شعار جي ستريت 2007-2016

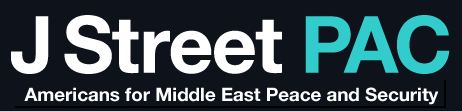
شعار جي ستريت باك 2007-2016

شعار جي ستريت باك منذ 2016

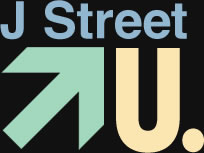
شعار جي ستريت 2007-2016

شعار جي ستريت منذ 2016

تأسست كل من جي ستريت وجي ستريت باك في نيسان/أبريل 2008، كما أنهما تتوفران على كيانات قانونية منفصلة مع مختلف الوظائف السياسية. هذا وتجدر الإشارة إلى أن جي ستريت إديكيشن (جي ستريت التعليمية) انضمت إلى أسرة جي ستريت من في عام 2009.

### إدارة
المؤسس والمدير التنفيذي لمنظمة جي ستريت هو جيريمي بن عامي (بالإنجليزية: Jeremy Ben-Ami) والذي كان يشغل منصب مستشار سابق للسياسات العامة في إدارة كلينتون. كما أن أجداد بن عامي كانوا من بين مؤسسي تل أبيب وكذلك والديه الإسرائيليين، هذا وتجدر الإشارة إلى أن عائلته قد عانت في محرقة الهولوكوست، في حين فضل هو العيش في إسرائيل، حيث كان في العديد من المرات قريبا من القتل على يد شباب فلسطينيين.
بن عامي عمل لسنوات عديدة مع مجموعة تحقيق السلام اليهودية، كما لعب دورا مهما في مركز السلام في الشرق الأوسط وكذلك في مبادرة جنيف.

### المجلس الاستشاري
يتكون المجلس الاستشاري لمنظمة جي ستريت من موظفين عموميين سابقين وخبراء في السياسة وكذلك قادة من المجتمع وأكاديميين، بما في ذلك دانيل ليفي والذي كان يشغل منصبا رفيع المستوى في دولة إسرائيل حيث كان يؤدي ويلعب هو الآخر دورها مهما في مبادرة جنيف، كما يضم هذا المجلس كل من فرانكلين فيشر (بالإنجليزية: Franklin Fisher) وديبرا ديلي (بالإنجليزية: Debra Delee) من منظمة أمريكيون من أجل السلام، ثم مارسيا فريدمان (بالإنجليزية: Marcia Freedman) خبيرة الشؤون الخارجية في الشرق الأوسط ثم روبرت مالي (بالإنجليزية: Robert Malley) وزير الخارجية السابق في وزارة شلومو بن عمي وسفير الولايات المتحدة السابق لدى إسرائيل صموئيل دبليو لويس (بالإنجليزية: Samuel W Lewis)، وكذلك السيناتور الأمريكي لينكولن تشافي (بالإنجليزية: Lincoln Chafee)، وهانا روزنتال (بالإنجليزية: Hannah Rosenthal) الرئيسة السابقة في مكتب مراقبة ومكافحة معاداة السامية.

## الجدل
يوم 30 سبتمبر 2010 ذكرت واشنطن تايمز أن جي ستريت تدخلت في تيسير الاجتماعات بين القاضي الجنوب إفريقي ريتشارد غولدستون وأعضاء الكونغرس في تشرين الثاني/نوفمبر 2009، مما دفع جيريمي بن عامي أن يقول في جيروزاليم بوست بتاريخ 1 تشرين الأول/أكتوبر 2010 أن موظفيه قدموا «اثنين أو ثلاثة» من هذه المكالمات إلى الولايات المتحدة والسياسيين قصد استجابة ترحيلهما، ولكن بعد تلك التحقيقات الأولية؛ قررت منظمته عدم المشاركة بسبب رد فعل إسرائيل تجاه غولدستون، قائلا «جي ستريت لم تكن المضيف ولم تقم بترتيب أو تسهيل الأمور مع القاضي ريتشارد غولدستون.» أفادت الأنباء أن كوليت أفيتال العضو السابق في الكنيست من وسط اليسار في حزب العمل الإسرائيلي قال إن أحد الأسباب التي جعلته يستقيل من جي ستريت كان لها علاقة مع غولدستون. ومع ذلك، فقد تم نفي هذه الأخبار في وقت لاحق من قبل أفيتال نفسه.
في 30 ديسمبر 2010، ذكرت واشنطن تايمز أن جي ستريت «دفعت عشرات الآلاف من الدولارات إلى شركة استشارية وهي الشركة المملوكة من قبل مؤسسها ورئيسها جيريمي بن عامي» ثم أضافت «حتى لو كان من الناحية القانونية، فإن هذا الذي يحصل فوضوي جدا، حيث أنه عندما يكون لديك هذه الأنواع من الصفقات ستختار الذهاب من أجل الاستفادة من 100% بدلا من 5%، إذن هذا بطبيعة الحال يثير تساؤلات حول الموضوعية وطول الذراع في الصفقة» وقد قال كين بيرغر رئيس الجمعية الخيرية «السيد بن عامي رفض تكرار طلبات مقابلة له، عموما فقد تخلى عن جميع الحقوق الجارية التعويض بأي شكل من الأشكال. كما أنهم لم يتلقوا أي دفعات من الشركة في الماضي طوال 11 عاما ولم يكن له أي دور في إدارة أو تشغيل الشركة.'»